# Улица Иередню
Улица Ие́редню (латыш. Ierēdņu iela — «Чиновничья») — улица в Риге, в Видземском предместье, в историческом районе Браса. Соединяет улицу Хоспиталю с улицей Кришьяня Валдемара, продолжаясь далее как безымянный тупиковый внутриквартальный проезд. С другими улицами не пересекается.
Длина улицы — 136 метров. На всём протяжении покрыта булыжником. По улице разрешено двустороннее движение. Общественный транспорт по улице не курсирует, однако на улице Кришьяня Валдемара есть остановка «Ierēdņu iela».

## История
Улица Иередню впервые упоминается в городских адресных книгах в 1887 году под своим нынешним названием (рус. Чиновничья, нем. Beamtenstrasse). Переименований улицы не было.